# Princesa
Princesa là một đô thị thuộc bang Santa Catarina, Brasil. Đô thị này có diện tích 86,215 km², dân số năm 2007 là 2604 người, mật độ 27,9 người/km².